# Shenmue (chanson)
Pistes de Deux frères
Cœurs
(10) Kuta ubud
(12)
Shenmue est une chanson du groupe de rap français PNL figurant sur l’album Deux frères.
Le titre est certifié single de platine.

## Historique
Le titre fait référence à la série de jeu vidéo Shenmue dont sont très fans les deux frères.
À l'automne 2019, Ademo a rencontré au Japon le concepteur de Shenmue Yū Suzuki.

## Crédit
Le morceau est composé par Nk.F et Joa, enregistré, mixé et masterisé par Nk.F.

## Classement
| Classement    | Meilleure Position |
| ------------- | ------------------ |
| France (SNEP) | 7                  |

## Certifications et ventes
| Région        | Certification | Ventes/Streams |
| ------------- | ------------- | -------------- |
| France (SNEP) | Platine       | 30 000 000     |